# Joan Collins
Pour les articles homonymes, voir Collins.
Joan Collins est une actrice britannique, née le 23 mai 1933 à Londres.
Elle est notamment connue du grand public pour son rôle d'Alexis Colby dans les saisons 2 à 9 de la série télévisée américaine Dynastie.

## Biographie

### Jeunesse, formation et débuts
Fille d'un imprésario, Joan Collins, d'origine juive, débute enfant sur scène dans Une maison de poupée d'Henrik Ibsen. Très jeune, elle entre à l'ARAD (l'Académie Royale d'Art Dramatique) de Londres et, rapidement, attire l'attention du cinéma.
Elle signe avec le studio Rank et se spécialise dans les compositions « réalistes » de jeunes filles rebelles ou en butte à la société (I Believe in You de Basil Dearden avec Celia Johnson et Cecil Parker, Les bons meurent jeunes de Lewis Gilbert avec Laurence Harvey et Gloria Grahame…). Elle s'essaie avec succès à la comédie dans Trois Adam au paradis et participe à la production internationale Pages galantes de Boccace — avec le Français Louis Jourdan et Joan Fontaine.
On compare l'adolescente à Jean Simmons et on lui prédit un brillant avenir en Grande-Bretagne quand elle tourne son premier film américain en Italie : le monumental péplum La Terre des pharaons, mis en scène par Howard Hawks, lui ouvre les portes d'Hollywood.

### Carrière

#### Sous contrat avec la Rank et la Fox
Sous contrat avec la Fox, Joan Collins joue une suivante de Bette Davis dans un film historique puis remporte le rôle convoité de La Fille sur la balançoire (1955) dirigé par Richard Fleischer. Elle reprend ensuite le rôle de Joan Crawford dans le remake de Femmes de George Cukor, joue un personnage alcoolique au côté de Jayne Mansfield dans une adaptation de John Steinbeck Les Naufragés de l'autocar (The Wayward Bus) mais demeure le plus souvent cantonnée dans des rôles stéréotypés, passant après des stars plus affirmées.

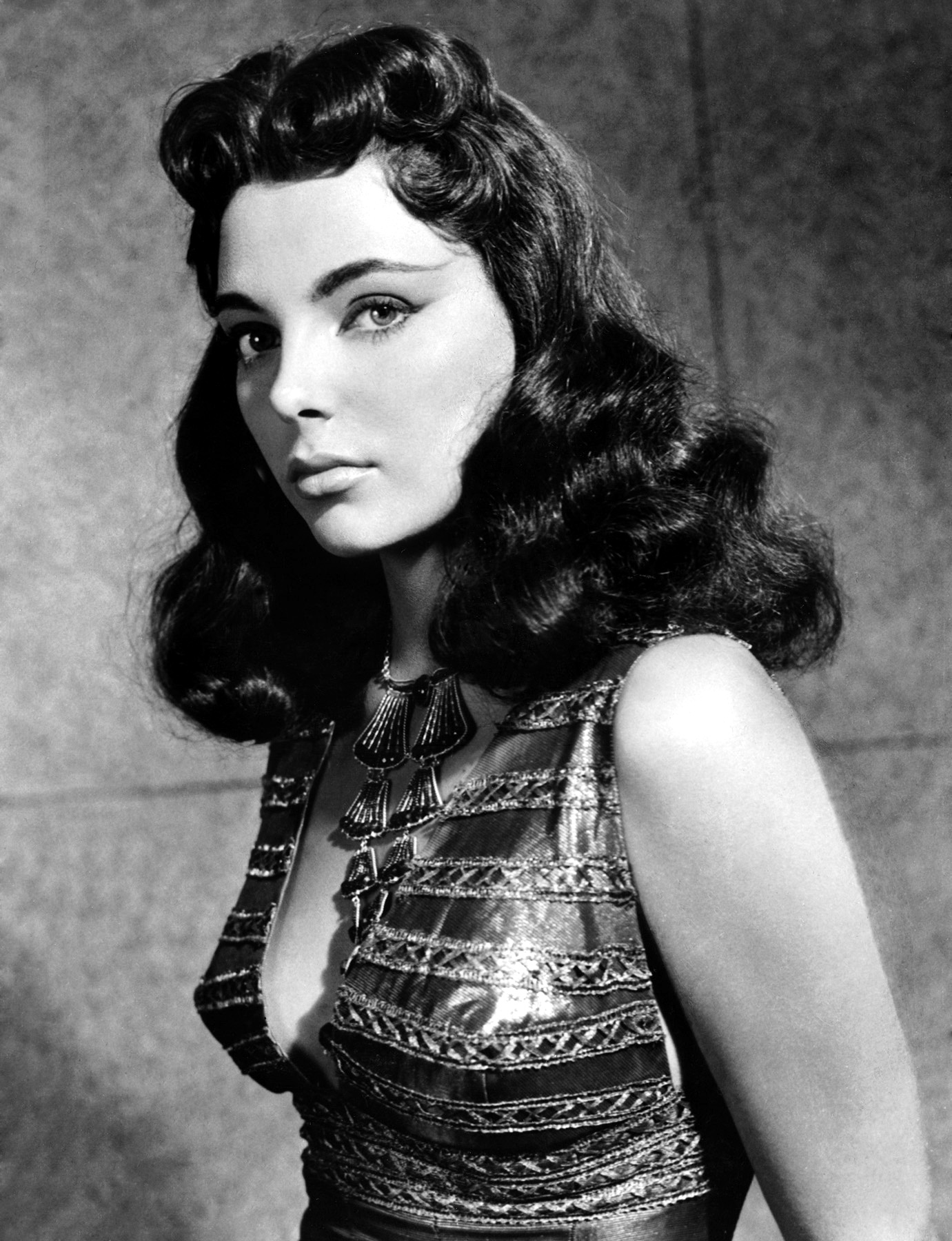
Dans La Terre des pharaons (1955).

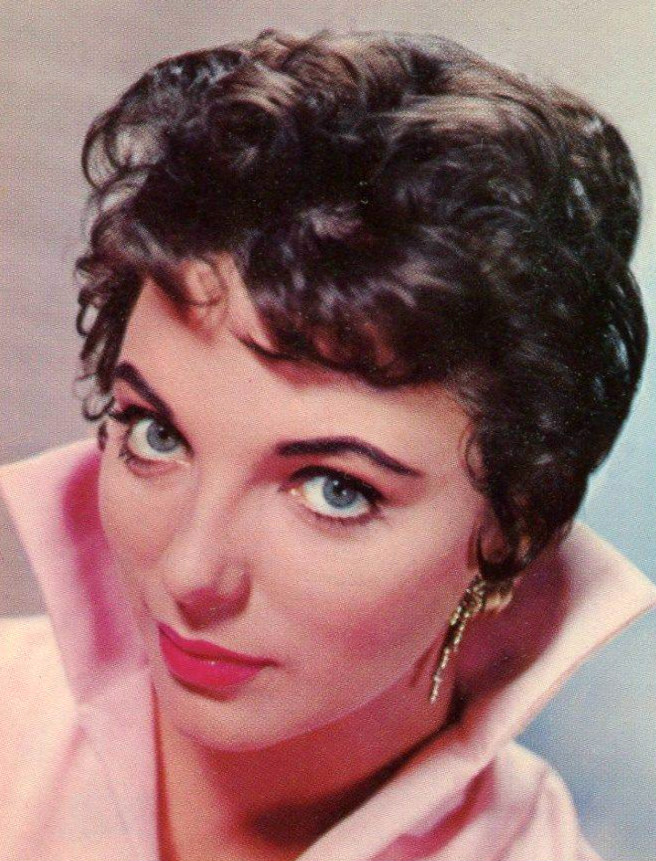
Joan Collins en 1956.

Après l'antiraciste Une île au soleil (1957) de Robert Rossen, avec James Mason, Stephen Boyd et Harry Belafonte, Collins tourne au Japon Espionnage à Tokyo (en), avec Robert Wagner, le mari de Natalie Wood ; un film qui fait un bide public et critique. De plus, après la catastrophe d'Espionnage à Tokyo, la déception est de nouveau amère lorsque l'actrice apprend que Roberto Rossellini, avec lequel elle se réjouissait de travailler, est remplacé sur le tournage de L'Épouse de la mer par un réalisateur inconnu, Bob McNaught ; elle attendait beaucoup de ce rôle de religieuse tentée par la chair, face à un Richard Burton en fin de contrat et se désintéressant du projet.
Elle fait figure de remplaçante et ses employeurs font peu de cas d'elle. Même si elle est particulièrement dure à l'égard de ses films, elle travaille, après Howard Hawks et Rossen, avec Henry King, Leo McCarey, Henry Hathaway… Elle donne la réplique à Gregory Peck dans le western Bravados (1958), et surtout à Paul Newman dans la comédie La Brune brûlante (1958), deux succès. Pour le policier Les Sept Voleurs (1960), elle prend des cours de strip tease, mais l'essentiel de sa prestation est coupée par la censure.
À l'époque où elle joue l'héroïne biblique Esther sous la direction de Raoul Walsh, Joan Collins sort avec Warren Beatty. Si la carrière de celui-ci décolle, celle de Collins marque le pas : ses rapports avec la Fox se détériorent à la suite de plusieurs refus de scénarios par l'actrice. Suivant les conseils de son amant, elle refuse entre autres une adaptation de D. H. Lawrence qui remporte pourtant un grand succès, notamment critique.
Dans ses mémoires Passé imparfait, Joan Collins a raconté comment on lui avait proposé de reprendre le rôle-titre du film Cléopâtre (1963), alors qu'Elizabeth Taylor était hospitalisée : avant d'être offert à Liz Taylor, le rôle avait été proposé à Audrey Hepburn et beaucoup d'autres actrices, y compris Marilyn Monroe et Brigitte Bardot (selon Collins), mais aucune n'était intéressée. Elizabeth Taylor avait accepté par plaisanterie contre un cachet d'un million de dollars. Selon une autre version, Collins aurait dû tenir le rôle-titre de Cléopâtre mais le report continuel du tournage annula ce projet. Elle ignore les causes qui lui ont fait perdre ce rôle.

#### Errements artistiques
« Découverte à dix-sept ans, vedette à vingt ans, mise au rancart à vingt-cinq » ; ainsi résume-t-elle sa situation alors.
Après Astronautes malgré eux (1962), comédie d'espionnage avec Bob Hope et Bing Crosby, dernier épisode de la longue série des En route pour…, Joan Collins et la Fox rompent d'un commun accord. Elle entame une carrière en Italie avec Cent millions ont disparu (La congiuntura, 1964), premier film d'Ettore Scola, où elle joue un personnage de comédie face à Vittorio Gassman. Cependant, sa vie privée l'éloigne des écrans à ce tournant de sa carrière. À son retour, elle est rétrogradée.
Durant les quinze années suivantes, le grand public peut l'apercevoir dans des épisodes de séries télévisées telles que Star Trek, Mission impossible, Cosmos 1999, Baretta, Sergent Anderson, Amicalement vôtre, Bizarre, bizarre, Starsky et Hutch… Désormais Joan Collins court le cachet.

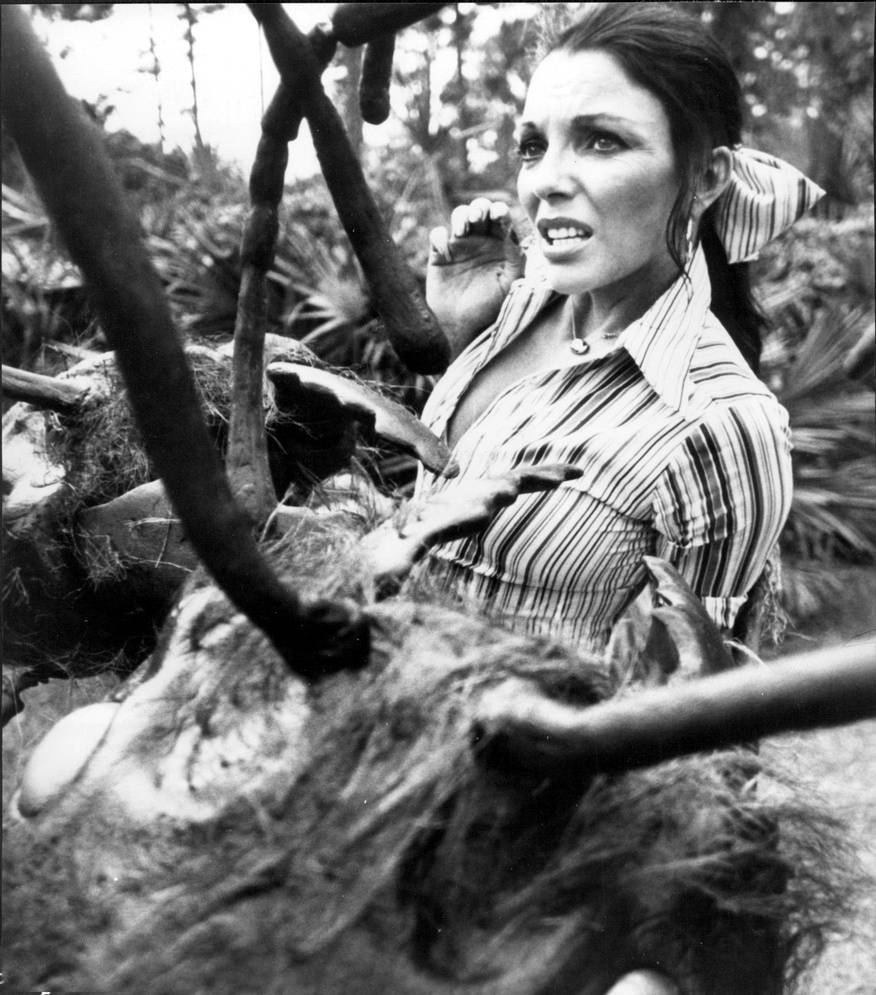
Dans L'Empire des fourmis géantes (1977).

Au cinéma, elle joue des premiers rôles dans des films de série B ou Z (l'érotico-psychologique L'amore breve tout contre Mathieu Carrière) ou des apparitions en tant qu'« invitée », comme dans la comédie musicale autobiographique Le Carrousel fantastique écrite, réalisée et interprétée par son mari d'alors, Anthony Newley. La comédienne se spécialise un temps dans le film d'horreur britannique : Histoires d'outre-tombe (1972), Sueur froide dans la nuit (1972), Le Manoir des fantasmes (1974), L'Empire des fourmis géantes (1977)… Toujours active sur scène, elle s'illustre parfois dans des productions plus prestigieuses, par exemple The Man Who Came to Dinner pour la télévision, où elle est confrontée à Orson Welles.
En pleine période disco, Le Bel Étalon (1978), adaptation d'un roman de sa sœur Jackie Collins, est un film qui traite crûment de sexe. Il relance la carrière de la comédienne au cinéma. Sa suite, Cette p... de fille de joie (1979), vaudra à son interprète principale le slogan « Joan Collins est la salope » au festival de Cannes de la même année. Joan Collins apparaît également dans Le Grand Sommeil (1978) de son compatriote Michael Winner, avec Robert Mitchum et Sarah Miles en vedettes, et dans Sunburn, coup de soleil (1979) de Richard Sarafian, avec Farrah Fawcett dans le premier rôle féminin.

#### La gloire tardive:Dynastie
En 1980, Joan Collins joue sur scène lorsqu'on la contacte pour interpréter le rôle d'Alexis Morell Carrington (future Colby Dexter et Rowan), décliné par les actrices Sophia Loren et Raquel Welch, dans la série télévisée Dynastie, lancée par ABC pour concurrencer Dallas de CBS qui caracole en tête des audiences depuis quatre saisons. À l'époque de son recrutement par le producteur Aaron Spelling, la série Dynastie ne marche pas très bien : l'irruption de son personnage fait décoller le programme.
Grâce à son rôle dans Dynastie, celui d'une « garce patentée » qui tient tête à la gent masculine, elle est surnommée « la femme que le monde aime haïr » ou la « J.R. en jupons ». Un coup de maître pour ABC, le diffuseur de la série, qui voit les audiences monter en flèche.
L’actrice devient à cinquante ans une star mondiale, adulée et critiquée et une des femmes les plus riches de Grande-Bretagne, gérant son image au mieux, souvent comparée à Elizabeth Taylor, un de ses modèles.
Au sommet de sa gloire, elle est connue pour avoir le plus changé de robes dans la mini-série télévisée La Griffe du destin, avec 85 costumes différents.

#### AprèsDynastie
En 1989, Dynastie s'arrête. Joan Collins a 56 ans. L'actrice se lance dans l'écriture de livres à la façon de sa sœur et consacre toute son énergie à un procès qui l'oppose à son éditeur. Au cinéma, elle tourne Décadence de et avec Steven Berkoff en 1994 et Au beau milieu de l'hiver de Kenneth Branagh l'année suivante, où elle joue l'agent de la troupe.

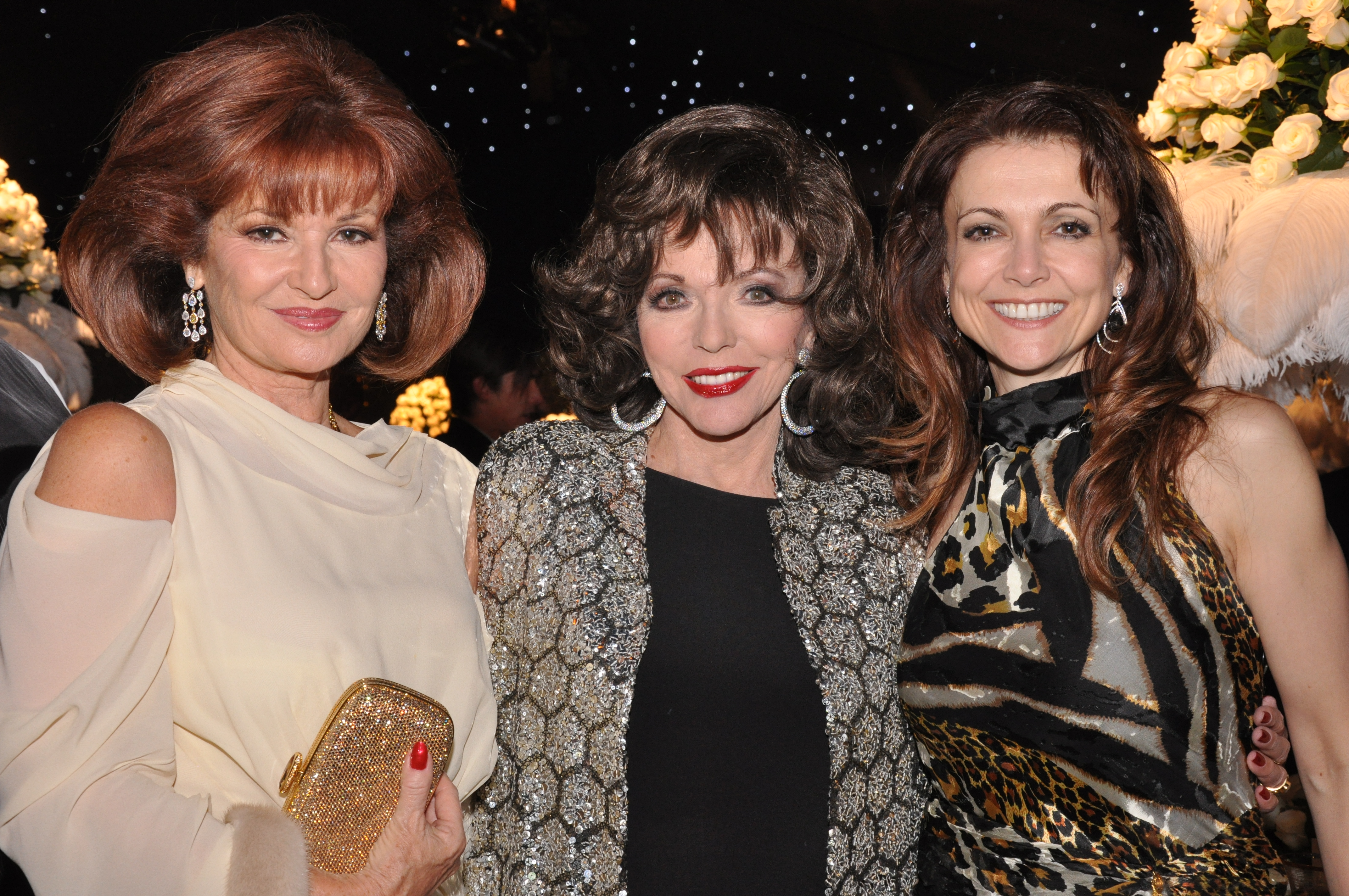
Joan Collins avec ses co-stars de Dynastie, Stephanie Beacham et Emma Samms, à Londres en 2009.

En 2000, elle succède à Elizabeth Taylor en fossile dans Les Pierrafeu à Rock Vegas. À la télévision, en relation avec Aaron Spelling, le producteur de Dynastie, elle a joué dans plusieurs de ses séries dont quelques apparitions dans l'une des comédies de NBC, Will et Grace, et le public a pu la voir dans Pour l'amour du risque, avec Robert Wagner, Une nounou d'enfer, Brentwood, Femmes de footballeurs, jusqu'à Miss Marple (épisode Jeux de glaces) en 2009, face à Julia McKenzie.
En 2001, un téléfilm coécrit par Carrie Fisher la réunit avec Elizabeth Taylor, Debbie Reynolds (ces deux dernières avaient été au centre d'un scandale retentissant dans les années 1950) et Shirley MacLaine, mais ne suscitera qu'un intérêt poli.
À partir de 1990, « la » Collins retrouve la scène, succédant à Elizabeth Taylor dans Private Lives, qui lui permet de débuter à Broadway, interprétant Love Letters face à George Hamilton puis Stacy Keach, Over The Moon avec Frank Langella, Full Circle, le musical Joseph and the Amazing Technicolor Dreamcoat, An Evening with Joan Collins, Legends aux côtés de Linda Evans et One Night with Joan.

## Vie privée

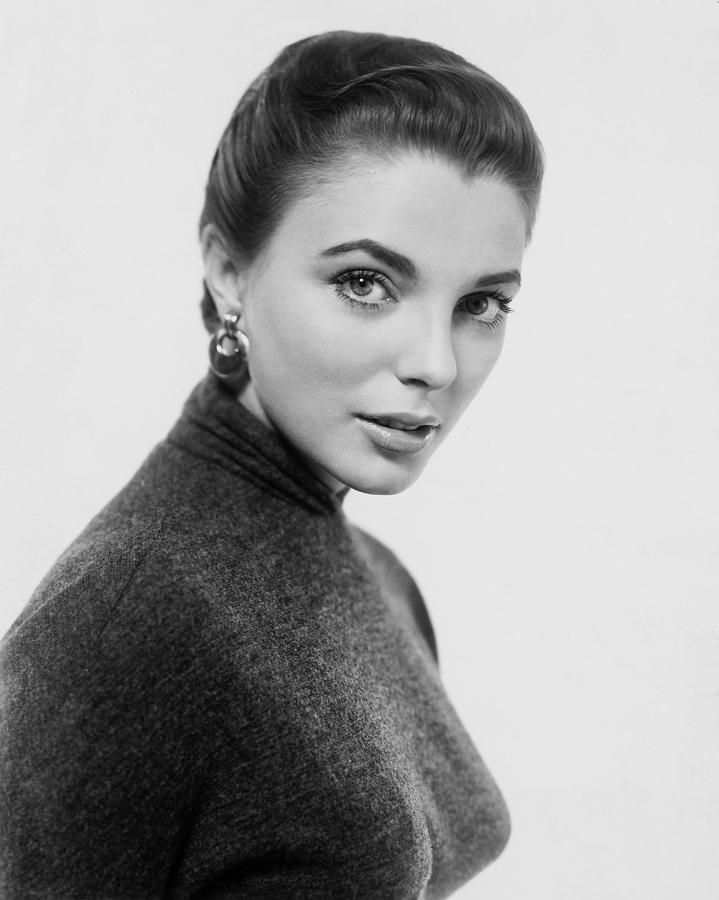
Joan Collins en 1954.

Entre 1952 et 2002, Joan Collins se marie cinq fois (avec les acteurs britanniques Maxwell Reed et Anthony Newley, le producteur Ronald Kass, le chanteur Peter Holm et Percy Gibson, qui s'occupe d'une compagnie théâtrale). Elle a trois enfants : Tara (née en 1963) et Sacha (né en 1965), de Anthony Newley et Katyana dite Katy (née en 1972), de Ron Kass.[réf. souhaitée]
L'actrice entretient son image de séductrice, tant à l'écran qu'en ville. Dans ses mémoires (paraît-il expurgés) Passé imparfait, elle raconte ses démêlés avec son premier mari Maxwell Reed, dresse la liste de ses amants (Sydney Chaplin, George Englund, Warren Beatty, Terence Stamp, Ryan O'Neal…) et raconte comment elle fut mêlée, dans les années 1950, avec Zsa Zsa Gabor et Kim Novak, au « scandale Trujillo », lié au fils du dictateur.[réf. souhaitée]
Dans une interview pour l'émission This Morning, elle révèle avoir refusé des propositions indécentes de la part de producteurs en échange de rôles[réf. souhaitée].
Elle est la marraine de Cara Delevingne.

## Filmographie

### Comme actrice

#### Cinéma
- 1951 : Lady Godiva (Lady Godiva Rides Again) de Frank Launder : une participante du concours de beauté
- 1952 : Judgment Deferred (en) de John Baxter : Lil Carter
- 1952 : Le Voyou (en) (Cosh Boy) de Lewis Gilbert : Rene Collins
- 1952 : L'Amant, cet inconnu (en) (The Woman's Angle) de Leslie Arliss avec Cathy O'Donnell, Lois Maxwell : Marina
- 1952 : I Believe in You de Basil Dearden : Norma
- 1953 : Pages galantes de Boccace (Decameron Nights) de Hugo Fregonese : Pampinea / Maria
- 1953 : Tournez la clef doucement (Turn the Key Softly) de Jack Lee : Stella Jarvis
- 1953 : The Square Ring de Basil Dearden : Frankie
- 1953 : Trois Adam au paradis (Our Girl Friday) de Noel Langley : Sadie Patch
- 1954 : Les bons meurent jeunes (The Good Die Young) de Lewis Gilbert : Mary Halsey
- 1954 : La Terre des pharaons (Land of the Pharaohs) de Howard Hawks : la princesse Nellifer
- 1955 : Le Seigneur de l'aventure (The Virgin Queen) de Henry Koster : Bess Throckmorton
- 1955 : La Fille sur la balançoire (The Girl in the Red Velvet Swing) de Richard Fleischer : Evelyn Nesbit
- 1956 : Le Sexe opposé (The Opposite Sex) de David Miller : Crystal Allen
- 1957 : Les Naufragés de l'autocar (The Wayward Bus) de Victor Vicas : Alice Chicoy
- 1957 : Une île au soleil de Robert Rossen : Jocelyn Fleury
- 1957 : Espionnage à Tokyo (en) (Stopover Tokyo) de Richard L. Breen avec Robert Wagner : Tina
- 1957 : L'Épouse de la mer (Sea Wife) de Bob McNaught : sœur Therese
- 1958 : Bravados de Henry King : Josefa Velarde
- 1958 : La Brune brûlante (Rally 'Round the Flag, Boys!) de Leo McCarey : Angela Hoffa
- 1960 : Les Sept Voleurs (Seven Thieves) de Henry Hathaway : Melanie / madame De La Cruz
- 1960 : Esther et le Roi (Ester e il re) de Raoul Walsh et Mario Bava : Esther
- 1962 : Astronautes malgré eux (The Road to Hong Kong) de Norman Panama : Diane
- 1965 : Cent millions ont disparu (La congiuntura) d'Ettore Scola : Jane
- 1967 : La Nuit des assassins (Warning Shot) de Buzz Kulik : Joanie Valens
- 1969 : L'amore breve de Romano Scavolini : Roberta
- 1969 : Le Carrousel fantastique (Can Heironymus Merkin Ever Forget Mercy Humppe and Find True Happiness?) d'Anthony Newley : Polyester Poontang
- 1969 : Mardi, c’est donc la Belgique (If It’s Tuesday, This Must Be Belgium) de Mel Stuart : une fille sur le trottoir
- 1969 : Subterfuge de Peter Graham Scott : Anne Langley
- 1970 : L'Exécuteur (The Executioner) de Sam Wanamaker : Sarah Booth
- 1970 : Up in the Cellar de Theodore J. Flicker : Pat Camber
- 1971 : Violence en sous-sol (en) (Revenge) de Sidney Hayers : Carol Radfor
- 1971 : Quest for Love de Ralph Thomas : Ottilie / Tracy Fletcher
- 1972 : Histoires d'outre-tombe (ales from the Crypt) de Freddie Francis : Joanne Clayton (segment « All Through The House »)
- 1972 : Sueur froide dans la nuit (Fear in the Night) de Jimmy Sangster : Molly Carmichael
- 1973 : Le Manoir des fantasmes (Dark Places) de Don Sharp : Sarah
- 1973 : Les Contes aux limites de la folie (Tales That Witness Madness) de Freddie Francis : Bella Thompson
- 1974 : L'arbitro de Luigi Filippo D'Amico : Elena Sperani
- 1975 : Evil Baby de Peter Sasdy : Lucy Carlesi
- 1975 : Alfie Darling de Ken Hughes : Fay
- 1975 : Il richiamo del lupo de Gianfranco Baldanello : Sonia Kendall
- 1976 : Il pomicione de Roberto Bianchi Montero[réf. nécessaire]
- 1976 : The Bawdy Adventures of Tom Jones (en) de Cliff Owen : Black Bess
- 1977 : Poliziotto senza paura de Stelvio Massi : Brigitte
- 1977 : L'Empire des fourmis géantes (Empire of the Ants) de Bert I. Gordon : Marilyn Fryser
- 1978 : Le Bel Étalon (The Stud) de Quentin Masters : Fontaine Khaled
- 1978 : Le Grand Sommeil (The Big Sleep) de Michael Winner : Agnes Lozelle
- 1978 : Les Fous du volant (en) (Zero to Sixty) de Don Weis : Gloria Martine
- 1979 : Cette p... de fille de joie (The Bitch) de Gerry O'Hara : Fontaine Khaled
- 1979 : Sunburn, coup de soleil (Sunburn) de Richard Sarafian : Nera
- 1979 : Le Putsch des mercenaires (Game for Vultures) de James Fargo : Nicolle
- 1982 : Nutcracker d'Anwar Kawadri : madame Laura Carrere
- 1982 : Homework de James Beshears : Diana
- 1994 : Décadence (Decadence) de et avec Steven Berkoff : Helen / Sybil
- 1995 : Au beau milieu de l'hiver (In the Bleak Midwinter) de Kenneth Branagh : Margaretta D'Arcy
- 1999 : Joseph and the Amazing Technicolor Dreamcoat de David Mallet : Mrs. Potiphar
- 1999 : The Clandestine Marriage de Christopher Miles : Mrs. Heidelberg
- 2000 : Les Pierrafeu à Rock Vegas (The Flintstones in Viva Rock Vegas) de Brian Levant : Pearl Slaghoople
- 2004 : Ellis in Glamourland de Pieter Kramer : Susan
- 2006 : Ozzie, mon meilleur ami (Ozzie) de William Tannen : Max Happy
- 2015 : Molly Moon and the Incredible Book of Hypnotism (en) de Christopher N. Rowley : Tracey, la mère de Nockman
- 2016 : Absolutely Fabulous : le film de Mandie Fletcher : elle-même
- 2017 : The Time of Their Lives de Roger Goldby : Helen

#### Télévision
- 1952 : Haine et Passion (série) : Alexandra « Alex » Spaulding von Halkein Thorpe
- 1967 : Star Trek (série) : Edith Keeler (épisode « City on the edge of forever »)
- 1967 : Le Virginien (série) : saison 6 épisode 3 (The Lady from Wichita (Une  dame de Wichita)) : Lorna
- 1969 : Mission impossible (série) : Nicole (saison 3, épisode 22)
- 1972 : Amicalement vôtre (série) : Sidonie (saison 1, épisode 17)
- 1972 : The Man Who Came to Dinner (téléfilm) : Lorraine Sheldon
- 1973 : Drive Hard, Drive Fast (téléfilm) : Carole Bradley
- 1975 : Cosmos 1999 (série) : Kara (saison 1, épisode 22)
- 1976 : Arthur Hailey's the Moneychangers (téléfilm) : Avril Devereaux
- 1977 : Starsky et Hutch (série) : Janice (saison 3, épisode 1 & 2)
- 1981-1989 : Dynastie (Dynasty) (série télévisée) : Alexis Morell Carrington
- 1982 : Des poupées de magazine (téléfilm) : Racine
- 1982 : The Wild Women of Chastity Gulch (téléfilm) : Annie McCulloch
- 1983 : La Croisière s'amuse (série) : Janine Adams
- 1983 : Un Mannequin sur Mesure (téléfilm) : Kay Dillon
- 1984 : Sa vie d'homme (téléfilm) : Pam Dugan
- 1984 : L'Héritage fatal (The Cartier Affair) (téléfilm) : Cartier Rand / Marilyn Hallifax
- 1986 : La Griffe du destin (mini-série) : Helene Junot
- 1986 : Monte Carlo (mini-série) : Katrina Petrovna
- 1991 : Red Peppers (téléfilm) : Lily
- 1991 : Dynasty: The Reunion (téléfilm) : Alexis Morell Carrington
- 1993 : Roseanne (série) : Ronnie, la cousine de Roseanne
- 1995 : Les Nouvelles Aventures d'Annie (téléfilm) : Lady Edwina Hogbottom
- 1995 : Hart to Hart: Two Harts in Three-Quarters Time (téléfilm) : Lady Camilla Ashley
- 1998 : La Coupable idéale (Sweet Deception) (téléfilm) : Arianna, Risa's Mother
- 1998 : Une nounou d'enfer (série) : madame Joan Sheffield (saison 4, épisode 6)
- 2001 : Drôles de retrouvailles (téléfilm) : Addie Holden
- 2006 : Femmes de footballeurs : la mère d'un joueur de football (saison 5)
- 2009 : Miss Marple (série) : Ruth Van Rydock (saison 4, épisode 3)
- 2010 : Fetish de Matthew J. Pellowski : Francesca Vonn
- 2010 : Leçons sur le mariage (série) : Bunny Dunbar (saison 5, épisode 8)
- 2015, 2016, 2018 : The Royals (série) : la grande duchesse Alexandra d'Oxford (invitée spéciale saison 1, personnage récurrent saison 2, invité saison 4)
- 2018 : American Horror Story: Apocalypse : Evie Gallant / Bubbles McGee (saison 8)
- 2019 : Hawaii 5-0 : Amanda Savage (saison 9, épisode 18)

### Comme productrice
- 1986 : La Griffe du destin (Sins, feuilleton TV)
- 1986 : Monte Carlo (mini-série)
- 1991 : Red Peppers (téléfilm)
- 1999 : The Clandestine Marriage

## Distinctions
- Dame commandeur de l'ordre de l'Empire britannique (2015)[6], for services to charity.

### Récompenses
- Golden Apple Awards 1982 : Lauréate du Prix de la star féminine de l'année.
- 40e cérémonie des Golden Globes 1983 : Meilleure actrice dans une série dramatique pour Dynastie (1981-1989) pour le rôle d'Alexis Morell Carrington.
- 1984 : Soap Opera Digest Awards de la meilleure vilaine dans une série télévisée dramatique pour Dynastie (1981-1989) pour le rôle d'Alexis Morell Carrington.
- 1985 : People's Choice Awards de l'interprète YV préférée dans une série télévisée dramatique pour Dynastie (1981-1989) pour le rôle d'Alexis Morell Carrington.
- 1985 : Soap Opera Digest Awards de la meilleure vilaine dans une série télévisée dramatique pour Dynastie (1981-1989) pour le rôle d'Alexis Morell Carrington.
- Golden Apple Awards 1999 : Lauréate du Prix Millennium pour une star culte du siècle dernier dans une série télévisée dramatique pour Dynastie  (1981-1989) pour le rôle d'Alexis Morell Carrington.
- Festival de télévision de Monte-Carlo 2001 : Lauréate du Prix Nymphes d'or de l'actrice exceptionnelle.
- CinEuphoria Awards (es) 2020 : Lauréate du Prix pour l'ensemble de sa carrière.

### Nominations
- 39e cérémonie des Golden Globes 1982 : Meilleure actrice dans une série dramatique pour Dynastie (1981-1989) pour le rôle d'Alexis Morell Carrington.
- 41e cérémonie des Golden Globes 1984 : Meilleure actrice dans une série dramatique pour Dynastie (1981-1989) pour le rôle d'Alexis Morell Carrington.
- 1984 : People's Choice Awards de l'interprète TV préférée dans une série télévisée dramatique pour Dynastie (1981-1989) pour le rôle d'Alexis Morell Carrington.
- 42e cérémonie des Golden Globes 1985 : Meilleure actrice dans une série dramatique pour Dynastie (1981-1989) pour le rôle d'Alexis Morell Carrington.
- 43e cérémonie des Golden Globes 1986 : Meilleure actrice dans une série dramatique pour Dynastie (1981-1989) pour le rôle d'Alexis Morell Carrington.
- 1986 : People's Choice Awards de l'interprète YV préférée dans une série télévisée dramatique pour Dynastie (1981-1989) pour le rôle d'Alexis Morell Carrington.
- 1986 : Soap Opera Digest Awards de la meilleure vilaine dans une série télévisée dramatique pour Dynastie (1981-1989) pour le rôle d'Alexis Morell Carrington.
- 1986 : Soap Opera Digest Awards de la meilleure actrice dans une série télévisée dramatique pour Dynastie (1981-1989) pour le rôle d'Alexis Morell Carrington.
- 44e cérémonie des Golden Globes 1987 : Meilleure actrice dans une série dramatique pour Dynastie (1981-1989) pour le rôle d'Alexis Morell Carrington.
- Primetime Emmy Awards 1987 : Meilleure actrice dans une série télévisée dramatique pour Dynastie (1981-1989) pour le rôle d'Alexis Morell Carrington.
- 1988 : Soap Opera Digest Awards de la meilleure vilaine dans une série télévisée dramatique pour Dynastie (1981-1989) pour le rôle d'Alexis Morell Carrington.
- 2003 : Soap Opera Digest Awards de l'icône de mode féminine préférée dans une série télévisée dramatique pour Dynastie (1981-1989) pour le rôle d'Alexis Morell Carrington.

## Voix françaises
| - Michèle Bardollet dans : - Amicalement vôtre (série télévisée) - Dynastie (série télévisée) - Des poupées de magazine (téléfilm) - Un mannequin sur mesure (téléfilm) - La Croisière s'amuse (série télévisée) - L'Héritage fatal (téléfilm) - Sa vie d'homme (téléfilm) - La Griffe du destin (télésuite) - Monte Carlo (mini-série télévisée) - Dynastie : La Réunion (téléfilm) - Roseanne (série télévisée) - Les Nouvelles Aventures d'Annie (téléfilm) - Au beau milieu de l'hiver - Une nounou d'enfer (série télévisée) - Brentwood (série télévisée) - Le Coupable idéal (téléfilm) - Will et Grace (série télévisée) - Drôles de retrouvailles (téléfilm) - Hôtel Babylon (série télévisée) - Femmes de footballeurs (série télévisée) - Miss Marple : Jeux de glaces (téléfilm) - Poliziotto senza paura (Magnum Cop) (film) | - Nadine Alari dans : - Bravados - Esther et le Roi - La Brune brûlante - Astronautes malgré eux - L'Exécuteur et aussi : - Françoise Gaudray dans La Terre des pharaons - Sylvie Deniau dans Le Seigneur de l'aventure - Nelly Benedetti dans Une île au soleil - Annie Balestra dans Le Manoir des fantasmes (doublé seulement en 1979) - Jacqueline Cohen dans L'Empire des fourmis géantes - Évelyne Séléna dans Starsky et Hutch (série télévisée) - Béatrice Delfe dans The Stud - Perrette Pradier dans Le Putsch des mercenaires - Monique Thierry dans Les Pierrafeu à Rock Vegas - Francine Laffineuse dans Ozzie, mon meilleur ami |

## Ouvrages

### Autobiographies
- 1978 : Past Imperfect: An Autobiography (version britannique)
- 1982 : Katy: A Fight for Life, A Memoir
- 1984 : Past Imperfect: An Autobiography (version américaine)
- 1996 : Second Act: An Autobiography
- 2011 : The World According to Joan
- 2013 : Passion For Life: An Autobiography
- 2021 : My Unapologetic Diaries by Joan Collins
- 2023 : Behind the Shoulder Pads - Tales I Tell My Friends

### Romans
- 1998 : Prime Time
- 1990 : Love and Desire and Hate, a novel (1990)
- 1995 : Too Damn Famous, (publié sous le titre Infamous aux États-Unis)
- 2002 : Star Quality
- 2005 : Misfortune's Daughters
- 2015 : The St. Tropez Lonely Hearts Club

### Divers
- 1980 : The Joan Collins Beauty Book
- 1994 : My Secrets
- 1995 : Health, Youth and Happiness: My Secrets
- 1999 : My Friends' Secrets
- 2002 : Joan's Way: Looking Good, Feeling Great
- 2007 : The Art of Living Well: Looking Good, Feeling Great